# SE (energiselskab)
 For alternative betydninger, se SE. (Se også artikler, som begynder med SE)
SE blev skabt ved en fusion i april 2006 som et regionalt energiselskab, der er centralt placeret i elsektoren. SE er landets tredjestørste energiselskab og dækker et område på mere end 7.000 km2 fra Skjern Å i nord til den dansk/tyske grænse i syd, og servicerer ca. 316.000 hustande i regionen.
SE indviede i 2013 et markant domicil beliggende ved indfaldsvejen til Esbjerg-forstaden Kjersing. Her samledes store dele af organisationen, som før var spredt ud over et større geografisk område. Domicilet er et af de største passivhuse i Europa.
Internetleverandøren Stofa blev i 2012 fusioneret ind i SE's i forvejen omfattende regionale fiberbredbåndssatsning.
SE deltager aktivt i regionale såvel som globale innovationsinitiativer, og er blandt andet en af drivkræfterne bag den globale innnovationskonkurrence Next Step Challenge.
I oktober 2018 offentliggjorde SE og Eniig at de ønskede at fusionere, og dette blev godkendt af myndighederne i juni 2019. Den 1. april 2020 fuldendes fusionen med at alle kunder flyttes til det nye fælles selskab Norlys.Eniig var en fusion af EnergiMidt i Silkeborg og Himmerlands Elforsyning i Aalborg med første fulde regnskabsår i 2017.